# Heroischer Realismus
Der heroische Realismus ist ein Begriff, den der Jurist und nationalsozialistische Politiker Werner Best 1930 einführte, der von Ernst Jünger popularisiert wurde und eine Haltung und Weltanschauung bezeichnet. Gemeint ist eine Haltung des „Aushaltens auf verlorenem Posten“. Als solcher ist der „heroische Realismus“ eine zentrale Konzeption der „konservativen Revolution“.

## Vorgeschichte des Begriffs
Gemäß dem Germanisten Walter Hof trat als Vorläufer des Wortes vom „heroischen Realismus“ 1922 in einem Aufsatz vom jungkonservativen Historiker Hans Roeseler in umgekehrter Paarung der Elemente die Bezeichnung „skeptischer Enthusiasmus“ auf, der, so Roeseler, „der Geist der wahrhaft revolutionären jungen deutschen Generation sein“ werde.

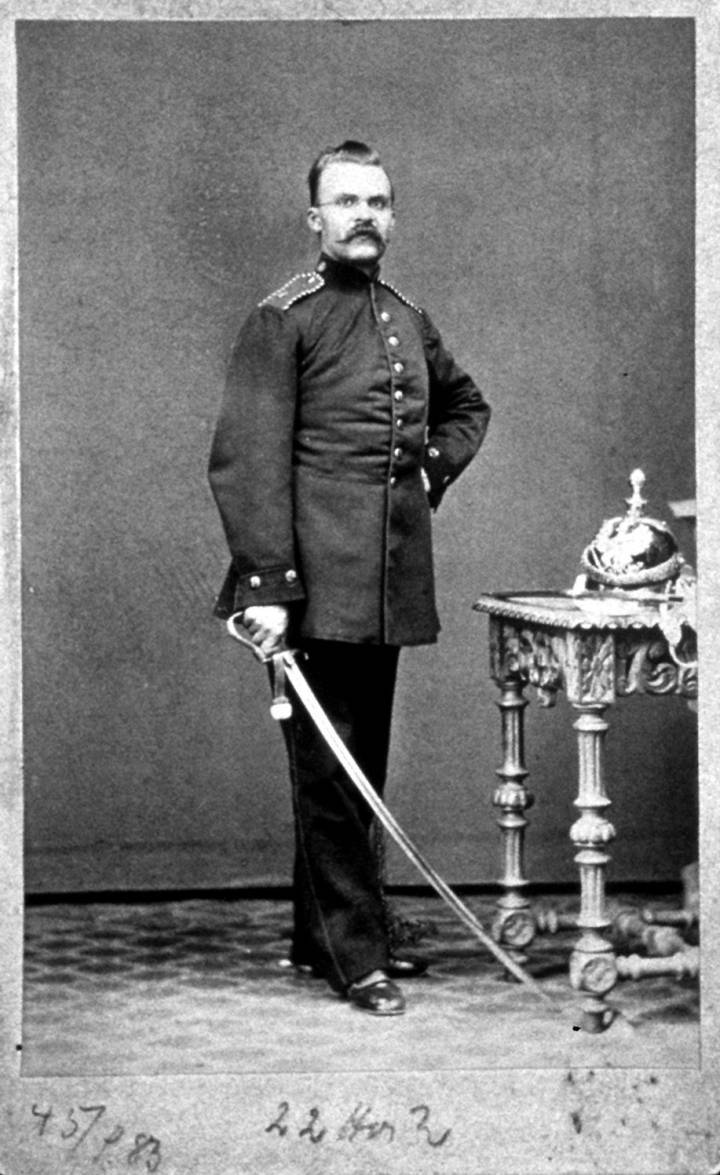
Nietzsche als Artillerist, 1868

Gemäß dem französischen Germanisten, Philosophen und Soziologen Gilbert Merlio seien Vorformen dieser Haltung schon im 19. Jahrhundert zu finden, wo die heroische Weltanschauung oft als Antwort auf die Sinn- und Identitätskrise der Moderne erschienen wäre. Zu verfolgen wäre die Entwicklung des heroischen Weltbildes vom Schillerschen Begriff des Erhabenen oder der Würde über die Genie- bzw. Heldenkonzeption der Romantik bis zum nietzscheschen Übermenschen und amor fati. Laut Werner Hof vertrat der Philosoph Friedrich Nietzsche die Auffassung, dass die Welt nur ästhetisch, nicht aber ethisch zu rechtfertigen sei. Die heroische Haltung, die man noch als ethisches Moment verstehen könnte, werde nur wegen ihrer Schönheit geschätzt. Sie trage ihren Wert in sich selbst, nicht in einem Wozu. Der heroische Realismus, so der Germanist Martin Lindner, sei im Grunde „nichts anderes als eine aktualisierte Neuauflage der Forderung Nietzsches nach ‚gefährlichem Leben‘.“
Oswald Spengler, so der polnische Germanist Maciej Walkowiak, benutzte nicht „heroischer Realismus“ sondern sprach 1930 von „tapferem Pessimismus“ oder „tapferer Skepsis“ und berief sich dabei auf Nietzsches amor fati. Seine „Tapfere Skepsis“ korrespondiere deutlich mit dem „skeptischem Enthusiasmus“ von Arthur Moeller van den Bruck, der Skepsis und pessimistische Wertung mit gesteigerter und unmittelbarer Kraft des Handelns in Verbindung setzte. 1931 in Der Mensch und die Technik schrieb er hierzu:

„Die Zeit lässt sich nicht anhalten; es gibt keine weise Umkehr, keinen klugen Verzicht. Nur Träumer glauben an Auswege. Optimismus ist Feigheit. Wir sind in diese Zeit geboren und müssen tapfer den Weg zu Ende gehen, der uns bestimmt ist. Es gibt keinen andern. Auf dem verlorenen Posten ausharren ohne Hoffnung, ohne Rettung, ist Pflicht. Ausharren wie jener römische Soldat, dessen Gebeine man vor einem Tor in Pompeji gefunden hat, der starb, weil man beim Ausbruch des Vesuv vergessen hatte, ihn abzulösen. Das ist Größe, das heißt Rasse haben. Dieses ehrliche Ende ist das einzige, das man dem Menschen nicht nehmen kann.“

## Begriffsbildung und Popularisierung

### Werner Best

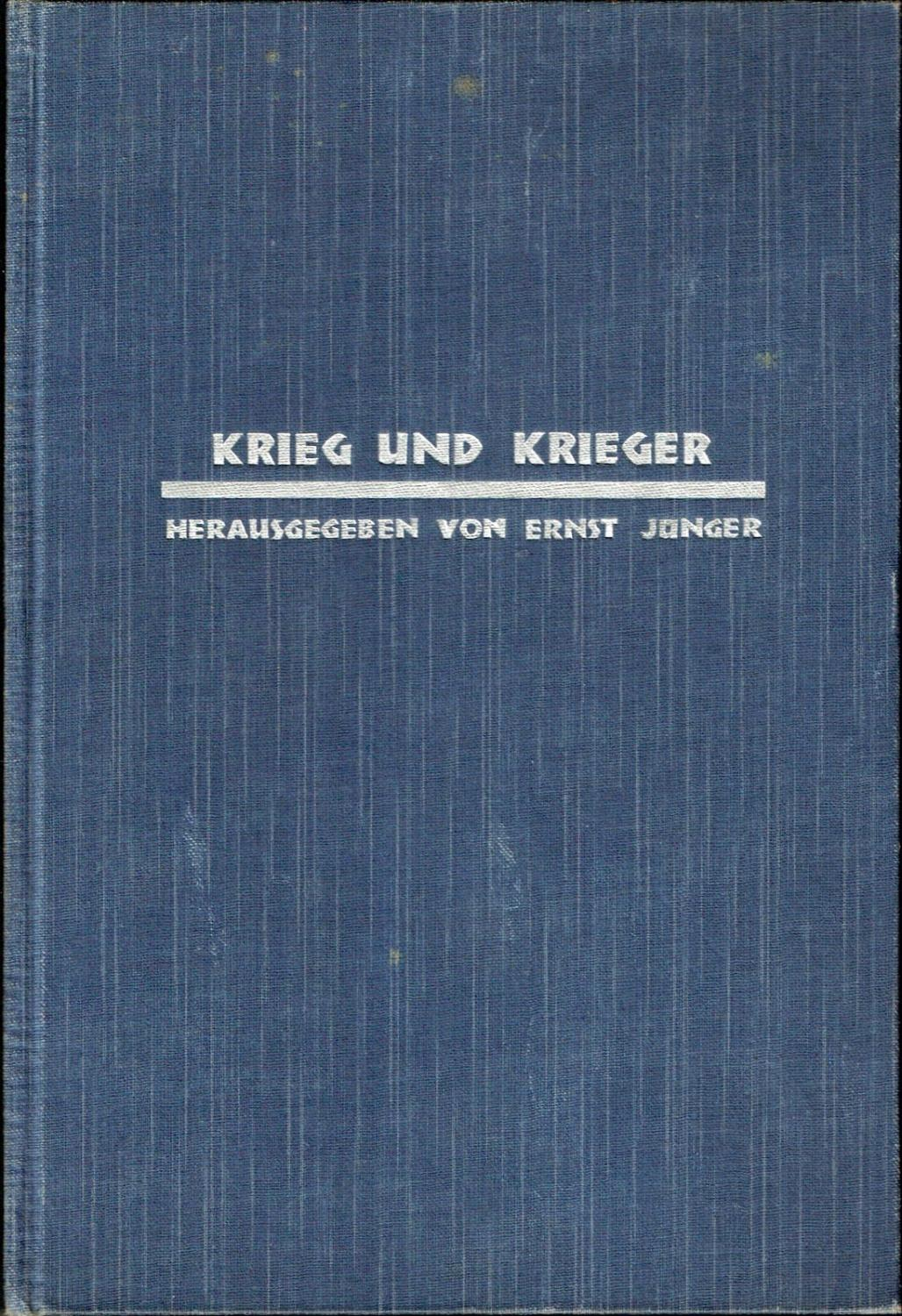
Der Sammelband Krieg und Krieger, in dem Der Krieg und das Recht 1930 erschien

Die Wortschöpfung „Heroischer Realismus“ als Bezeichnung für eine „illusionslose Lebenshaltung bei anhaltender Kampfbereitschaft“ wird dem Juristen Werner Best (NSDAP-Mitglied) zugeschrieben. Unter Berufung auf Jünger und auf die Nietzsche-Kompilation Der Wille zur Macht formulierte Best 1930 in seinem Essay Der Krieg und das Recht in dem von Ernst Jünger herausgegebenen Sammelband Krieg und Krieger seinen „heroischen Realismus“ gegen eine „utopistisch-rationalistische“ und „moralistisch-idealistische“ Ideenwelt. Darin beschrieb er den Nationalismus als eine „innere Haltung“, die „die friedlose, von Kampf und Spannung erfüllte Wirklichkeit“ der Welt bejahe. Bests Essay kommentierte der Kommunist Hilarius Berg in einer zeitgenössischen Analyse 1930: „Der das Leben regierende Instinkt könne nur einen Sinn haben: Kampf. Es ist der ewige Krieg: ‚Denn diese ‚Wirklichkeit‘ heißt Krieg, heißt Spannung, heißt Unzulänglichkeit jeder Regelung und Ordnung‘. Ziel wäre schon zu viel gesagt, da der Krieg eine biologische Selbstverständlichkeit ist. Nicht einmal auf den Erfolg des Kampfes kommt es an:“

„nicht der Sieg entscheidet über den Wert des Kampfes. Die Hoffnung auf Sieg darf nicht einmal bestimmend sein für den Kämpfenden.“

Gemäß Berg bedinge der Selbstzweck des Krieges seltsamerweise auf der einen Seite das heroische Denken, auf der anderen die heroische Sittlichkeit: „Während nämlich Friedrich Georg Jünger die These aufstellt, daß die Reinheit des heroischen Denkens sich daran abmessen lasse, in welchem Grade es vermeidet, den Krieg als sittliches Phänomen darzustellen, sieht Best in der Bejahung des Kampfes auf verlorenem Posten für eine verlorene Sache die heroische Sittlichkeit.“ Diese Einstellung bezeichnete Best als „heroisch-realistische“. Der „heroische Realismus“ unterscheide den Neuen Nationalismus von allen utopischen oder idealistischen Positionen, die gegenüber den bestehenden Verhältnissen eine kritische Position einnehmen. Aus Bests Aufsatz, so der Germanist Helmuth Kiesel, spreche der Jurist und Aktivist, der sich durch präzise juristische Argumente rechtliche Freiräume für sein zukünftiges Handeln schaffen wolle.
Nach Auffassung des Historikers Hans-Ulrich Thamer hat der spätere SS-Obergruppenführer Werner Best bereits 1930 in deutlicher Anlehnung an Ernst Jüngers Menschenbild „die Handlungsnormen des Nationalsozialismus und damit vor allem der SS“ definiert. Der niederländische Germanist Jan Ipema vertrat die Meinung: „Trotz Bests nationalsozialistischer Prägung muss dies doch als Auffassung gewertet werden, die mit den parvenüartigen Zielen des Nationalsozialismus nicht vereinbar war.“ Best müsse dort, wo er sich als Schüler Jüngers zu erkennen gebe, „als Eigenbrötler unter seinen Kameraden“ betrachtet werden. Zwar glaubte Werner Best 1930 an den „guten Kampf“ und an eine „heroische Sittlichkeit“, so der Historiker Hans-Jürgen Eitner, „der heroische SS-Kämpfer aber wird Befehle erhalten, die auch Verbrechen aus angeblicher staatspolitischer Notwendigkeit nur als Objekte menschlich-technischer Leistungskraft deutet. Denn der SS-Mann hat sein Gewissen dem Führer Hitler zu dessen Verwendung übergeben“. Der Historiker Hans Buchheim zog als Fazit: „Wem es nicht darauf ankommt, wofür, sondern nur, wie er kämpft, der ist in einzigartiger Weise dafür disponiert, sich unter Umständen auch für verbrecherische Ziele heroisch einzusetzen. Während der heroische Kämpfer wähnt, allein auf sich selbst gestellt zu sein, wird er mitsamt dieser fragwürdigen Basis seiner Existenz in den Dienst des totalitären Verfügungsanspruches genommen – und merkt es entweder gar nicht oder zu spät.“

### Ernst Jünger
„Der Kampf als inneres Erlebnis“
Der von Jünger popularisierte Begriff „Heroischer Realismus“ ist, gemäß Gilbert Merlio, „eine nachträgliche theoretische bzw. ideologische Verarbeitung des Kriegserlebnisses“. Wie viele seiner Zeitgenossen erwartete Jünger vom Ersten Weltkrieg zunächst einen neuen Aufbruch, eine Erneuerung der Kultur. In den Materialschlachten und Stellungskämpfen wich jedoch diese anfängliche romantische Kriegsbegeisterung bald zugunsten einer anderen Erfahrung, der des „heroischen Realismus“. Im kriegerischen „Stahlgewitter“, so Merlio, „weiß der Frontkämpfer auch nicht mehr, für welche Werte er kämpft und leidet“. Rolf Peter Sieferle schreibt darüber: „Es ist dies die Haltung des Kämpfers in der Materialschlacht, der standhält, ohne den Feind zu erkennen.“  So schreibt Jünger 1922 in Der Kampf als inneres Erlebnis:

„Nicht wofür wir kämpfen ist das Wesentliche, sondern wie wir kämpfen.“

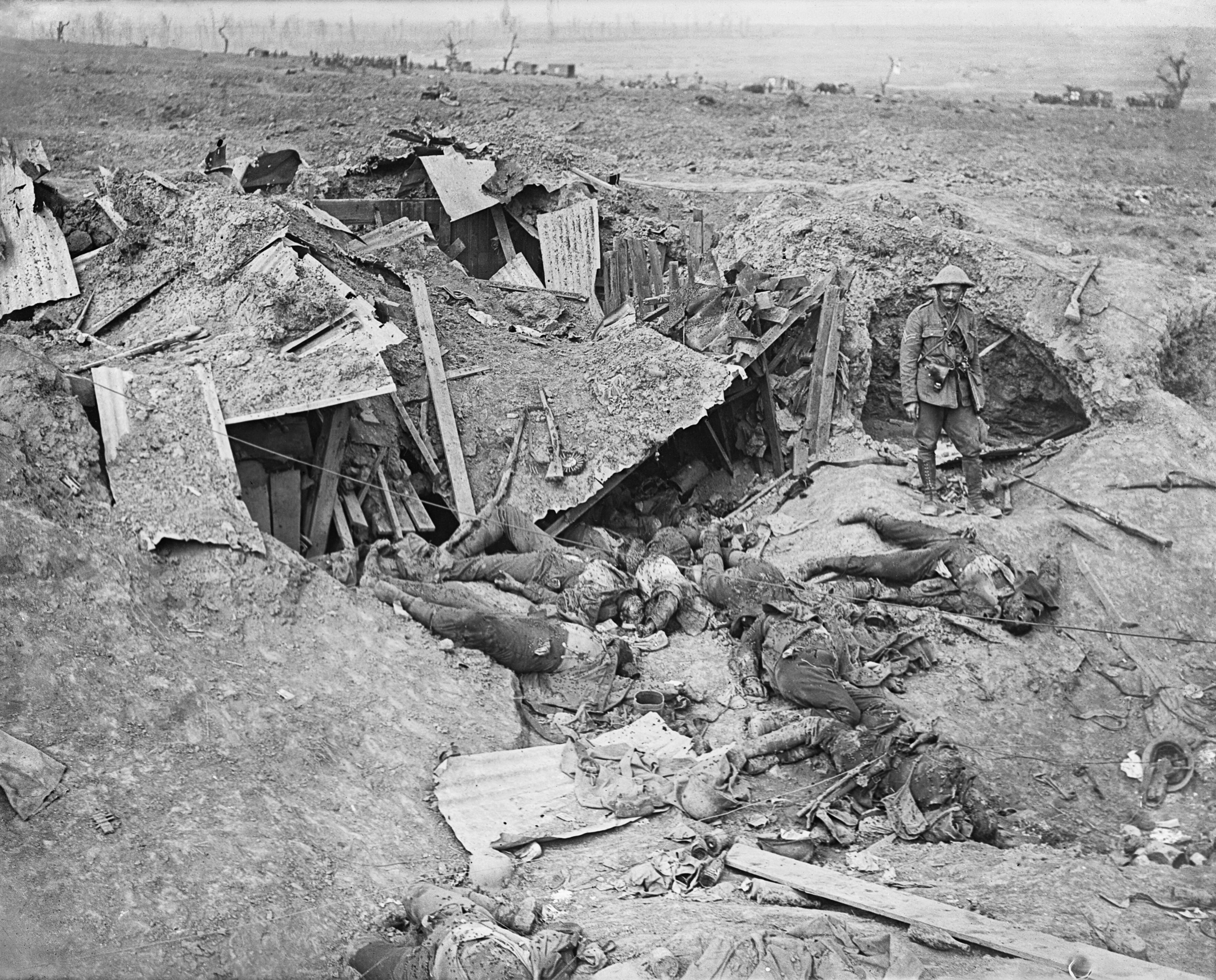
Gefallene deutsche Soldaten bei Guillemont, 1916

Der Medienwissenschaftler Harro Segeberg beschrieb dies als eine „Mischung aus Entsetzen und Faszination,“ mit der der Sturmtruppführer Ernst Jünger „das Massensterben der Materialschlachten in die sakrale Ästhetik einer heroisch-tragischen Jahrhundert-Neuschöpfung transformiert“ habe. Für den Historiker Daniel Morat zeigt sich die „Kombination von 'Apokalyptik und Gewaltbereitschaft', die als Kennzeichen der Konservativen Revolution bereits mehrfach angesprochen wurde (...) in der weiteren Ausformung jener Haltung des aktivistischen Einverständnisses mit der als schicksalhaft empfundenen Moderne, die Jünger in seinen nationalistischen Artikeln entwickelte und die nun den Namen eines 'heroischen Realismus' erhielt.“
„Der heroische Realismus“
Während Ludwig Klages dem modernen Menschen, der mit Hilfe des „Mord Werkzeuges Technik“ die ganze Erde verwüstet, den naturnahen Urmenschen als eine Art Vorbild gegenüberstelle, so der Philosoph Michael Großheim, lasse Jünger keinerlei Auswege gelten. Er plädiere für einen „heroischen Realismus“, der auf sentimentale Illusionen verzichten und sich der Wucht und Geschwindigkeit der Prozesse gewachsen zeigen würde. Laut Daniel Morat bestand Jüngers Antwort auf die Abhängigkeit von der Technik 1927 darin, sie als schicksalhafte Gegebenheit zu akzeptieren und zu behaupten: 

„Wenn es auch nicht unsere Absicht ist, so ist es doch unser innerster Wille, unsere Freiheit zum Opfer zu bringen, uns aufzugeben als Einzelne und einzuschmelzen in einen großen Lebenskreis, in dem das Individuum ebenso wenig selbständig ist wie eine Zelle, die bei der Trennung vom Körper sterben muß.“

Gleichzeitig betonte Jünger die heroische Dimension dieser Selbstpreisgabe:

„Der Nationalismus ist der erste Versuch, einer brutalen Wirklichkeit mit Brutalität ins Auge zu sehen.“

Den Begriff „heroischer Realismus“ verwendete Jünger zum ersten Mal 1930 im Titel eines Artikels für Die literarische Welt, den er als „Ernst Jünger (Jungnationale Bewegung)“ zeichnete. „Heroischer Realismus“ fungierte hierbei als Terminus für einen „modernen Nationalismus“: „Er sucht nicht die Lösungen auf, sondern die Konflikte, - in ihre Schärfe und Unerbittlichkeit scheint ihm der ewige Sinn des Lebens eingebettet zu sein.“ Es käme darauf an, so der Medienwissenschaftler Karl Prümm, „eine tiefere Substanz des Realen, «jene Schicht einer unbedingten Wirklichkeit» zu begreifen, die eigene Existenz als «Symbol eines tieferen und mächtigeren Lebens» zu erblicken. So gelte es, die politische Gegenwart als Zone der Gefahr, die ausbrechenden Konflikte als Ausdruck eines «ewigen Sinns» zu akzeptieren, ja, auf eine Zuspitzung dieses dramatischen Szenarios hinzuarbeiten und auf die «unbedingte Entscheidung» zu pochen“.
Es war Karl Löwith, der bereits 1935 in der „Entscheidung für die Entschiedenheit“ ein Hauptcharakteristikum im Denken Carl Schmitts erkannte und damit ein zentrales Dezisionismusproblem als Ausdruck für den revolutionären Konservativismus postulierte. Analog sah Löwith den Heroischen Realismus Jüngers als politisch inhaltsleer an.
„Der Arbeiter“
In seinem Essay Der Arbeiter verknüpfte Jünger den „heroischen Realismus“ auf besondere Weise mit dem Problem der Technik. Gemäß Daniel Morat stellt dieses Dokument jene Kombination von „Apokalyptik und Gewaltbereitschaft“ dar, die er als Kennzeichen der Konservativen Revolution beschrieb. In Bezug auf das Buch konstatiert der Germanist Martin Lindner: „Das «Leben», wie es sich in der technischen Zivilisation der Gegenwart darstellt, darf laut Jünger nicht negiert werden – weder durch pessimistische Weltflucht, noch durch wirklichkeitsfremden Utopismus. Jede «Wertung» der Wirklichkeit lehnt er ab: «Das Leben geht über solche Einwände als unzulässig hinweg, und es ist die Aufgabe des heroischen Realismus, sich dennoch und gerade deshalb zu bestätigen.»“
Laut dem konservativ revolutionären Apologeten Armin Mohler soll der „heroische Realismus“ kein Fatalismus sein, sondern „ein spezieller Freiheitsbegriff“. Dieser Freiheitsbegriff, so die Germanistin und Historikerin Nadja Thomas, widerspräche dem liberalen Verständnis von Freiheit und bestätige den antiliberalen Gestus der „Konservativen Revolution“. Diesen „speziellen Freiheitsbegriff“ veranschaulichte Mohler mit einem Zitat aus Jüngers Essay „Der Arbeiter“, der „Bibel des heroischen Realismus“: 

„Die Haltung des Einzelnen wird vielmehr dadurch erschwert, daß er selbst Gegensatz, das heißt in der vordersten Kampf- und Arbeitsstellung befindlich ist. Diese Stellung innezuhalten und dennoch nicht in ihr aufzugehen, nicht nur Material, sondern zugleich Träger des Schicksals zu sein, das Leben nicht nur als Feld des Notwendigen, sondern zugleich der Freiheit zu begreifen – dies ist ein Vermögen, das bereits als der heroische Realismus gekennzeichnet worden ist.“

Im Bild des „Aushaltens auf verlorenem Posten“ zeige der „Heroische Realismus“ das wesentliche Grundmotiv der „Konservativen Revolution“, so Richard Herzinger. Diese „kontemplative Haltung“  mache den Interpretationsansatz deutlich, der es Intellektuellen der „Konservativen Revolution“ nach 1945 ermöglichte, ihre mehr oder weniger starken ideologischen Verstrickungen in den Nationalsozialismus zu ihren Gunsten umzuinterpretieren. Aus einer im „Heroischen Realismus“ kultivierten „dionysischen Opferhaltung“ heraus fasst man den Faschismus nachträglich als „notwendige reinigende Katastrophe“ auf, in der nur aus einer endgültigen Zerstörung der alten Kultur eine neue erwachsen kann. Dem Nationalsozialismus wird so nachträglich ein Sinn gegeben und das eigene passive Verhalten als „Aushalten auf verlorenem Posten“ aufgewertet.

## Rezeption

### Gottfried Benn
Gottfried Benn wurde, zusammen mit Ernst Jünger und Josef Weinheber, durch Walter Hof als „bedeutendste Vertreter des heroischen Realismus“ bezeichnet: „Erst bei ihnen werde im Bereich der Lyrik und der Essayistik der Versuch des Durchbruchs zu einer neuen Kategorik zum Hauptanliegen, einer Kategorik, die in dem Sinne radikal «unbürgerlich» sein will.“ Der heroische Realismus, so Hof, sei „ein ästhetisierter Existentialismus, ein existentieller Ästhetizismus“.
Gemäß dem Germanisten Hans Esselborn könne man Gottfried Benns lyrisches Schaffen ab 1933 unter dem Stichwort des „heroischen Nihilismus“ stellen. In seinen Gedichten zeige sich in der Akzeptanz oder sogar in der Forderung eines unmotivierten und unbelohnten Opfers des individuellen Lebens und Glücks für ein abstrakt Allgemeines eine heroische Haltung wie analog bei den „militanten Nationalisten“ um Ernst Jünger. Dieser „heroische Nihilismus“, so der Literaturwissenschaftler Joachim Vahland, „markiert in der Geschichte pessimistisch-nihilistischer Strömungen innerhalb der deutschen Literatur eine Endposition, die in ihren extremsten Formulierungen alle metaphysischen «Lösungen» als Überbau-Ideologien entlarvt und getreu dem Imperativ «habe Mangel an Versöhnung» die metaphysische Obdachlosigkeit akzeptiert – um sie zugleich heroisch zu verbrämen.“

### Martin Heidegger
Gemäß dem Historiker Daniel Morat gibt es Analogien zwischen Martin Heideggers (NSDAP-Mitglied) frühem „heroischen Existenzialismus“ und dem „heroischen Realismus“ der Brüder Jünger. Schon 1920 bezog er sich in einem Vortrag auf Oswald Spengler. An Jüngers soldatischen Heroismus erinnert etwa die „Verachtung des Glücks“. Der in Sein und Zeit 1927 implizit transportierte „existentielle Imperativ“ („Sei eigentlich!“), so Morat, erinnere nicht zufällig an die Bekundung der freideutschen Jugend von 1913, „aus eigener Bestimmung, vor eigener Verantwortung, mit innerer Wahrhaftigkeit ihr eigenes Leben gestalten“ zu wollen. Den Entwurf des eigentlichen Seins zum Tode, so Reinhard Mehring, als eines „Vorlaufens in die Möglichkeit“ habe Thomas Rentsch als „Heldenbild soldatischer Existenz“ und als „Existenzideal des todesmutigen Frontkämpfers“ bezeichnet. Gegner, so Walter Hof, sei nicht das Nihil, das zum Bundesgenossen gemacht wird. Gegner sei die „Alltäglichkeit, die bürgerliche Welt des «Man»“. Damit wurde Heidegger zum „Philosophen der Konservativen Revolution“. Mit den Kategorien „Wählen der Wahl“, Erbe, Schicksal, Gemeinschaft und Volk verweist Daniel Morat auf Heideggers Argumentationszusammenhang in „Sein und Zeit“, der die Teilhabe seiner Existenzialontologie am dezisionistischen Denken der „Konservativen Revolution“ belegt. Es bedurfte einer Weiterentwicklung von Heideggers „heroischem Existenzialismus“ zu einem „politischen Existenzialismus“, der in mehreren Schritten in den Vorlesungen der Jahre 1928 bis 1930 erfolgte, bevor er 1933 der NSDAP beitrat (siehe Martin Heidegger und der Nationalsozialismus).

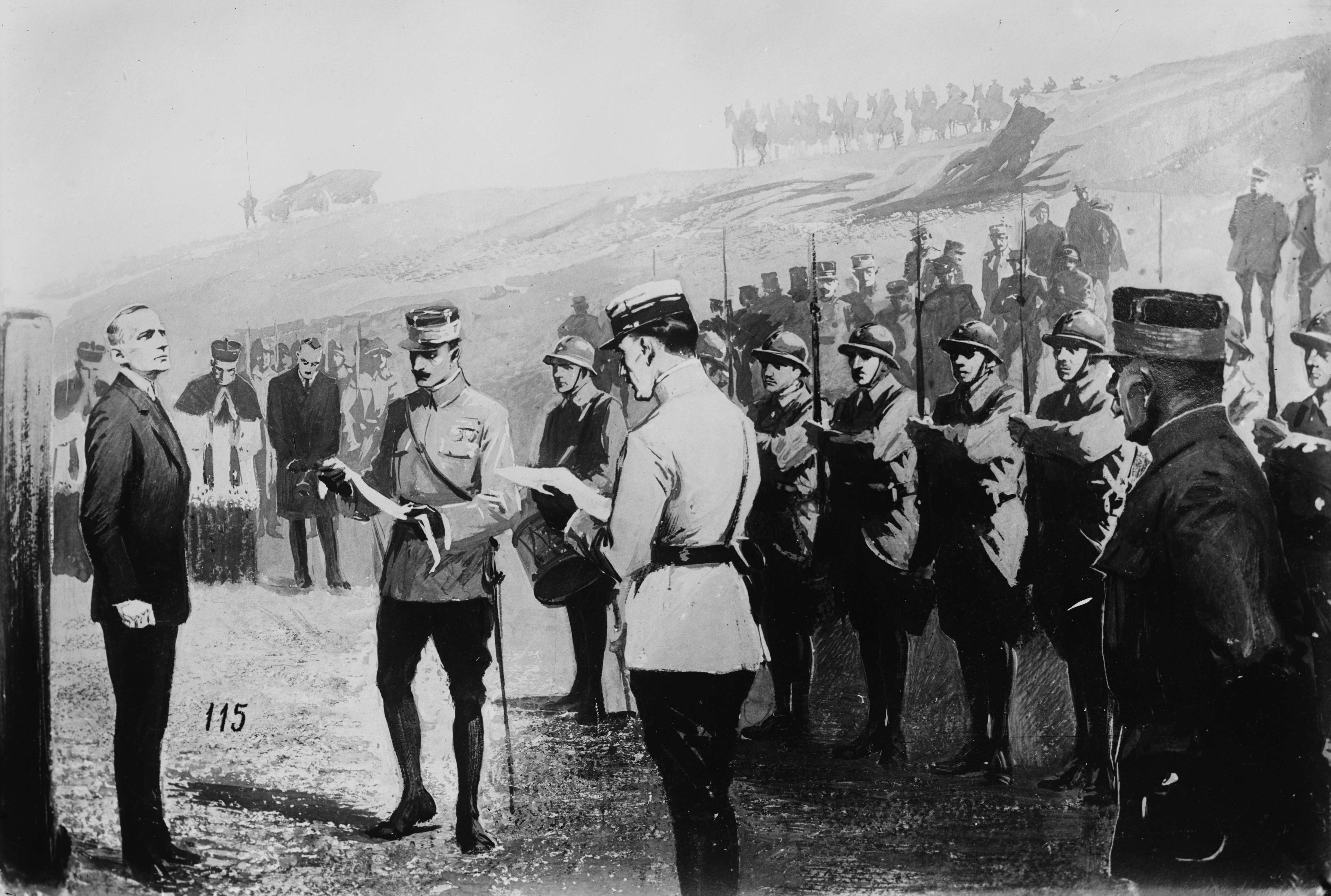
Albert Leo Schlageters Hinrichtung durch französische Truppen (Gemälde)

Karl Löwith zufolge war Heideggers Sprung von der ontologischen Analyse des Todes zur Heroisierung Schlageters im Juni 1933 nur ein „Übergang vom je vereinzelten Dasein zu einem je allgemeinen, aber in seiner Allgemeinheit nicht minder vereinzelten, nämlich deutschen.“ Gemäß dem Philosophen James M. Demske lässt sich das von Heidegger in Einführung in die Metaphysik 1935 gezeichnete griechische Bild des Menschseins in Bezug auf seine Interpretation der Antigone als „heroisch-tragisch“ bezeichnen, auch wenn er sich zu keinem „Heroisch-Tragizismus“ als einer Philosophie bekenne. Laut Daniel Morat distanzierte sich Heidegger 1939 vom Begriff des Heroismus, den er nicht mehr für geeignet hielt, die Überwindung des Nihilismus einzuleiten. Der „aktive Nihilismus“ Nietzsches sei gleichzeitig „der äußerste Realismus“ und Jüngers „heroischer Realismus“ somit Nihilismus. Im später geschriebenen Nachwort zu Was ist Metaphysik? 1943 lehnte er ausdrücklich ab, dass er „den Eindruck einer «heroischen Philosophie» zu erschleichen [suche]“.

### Alfred Baeumler
Es war Alfred Baeumler (NSDAP-Mitglied), so der Philosoph Hans-Martin Gerlach, der mit seiner Edition der Kröner-Ausgabe, eine „massenwirksame Basisvoraussetzung“ für die Nietzsche-Rezeption im Nationalsozialismus schuf. Baeumler war der Meinung, dass die Positionen des „heroischen Realismus“ den Philosophen Nietzsche grundlegend charakterisieren. Aus der Sicht von Baeumler, so der Philosoph Andreas Urs Sommer, war Nietzsche kein „Moralist, Humanitarier oder Pazifist“; er habe sich vielmehr an der Vorstellung orientiert, dass der „Kampf [...] der Vater aller Dinge“ sei. Für Baeumlers war Nietzsches Weltbild „nicht dionysisch, sondern heraklitisch“ und als Formel für diese Weltansicht gebrauchte er den Terminus den „heroischen Realismus“. Karl Löwith kommentierte: „Baeumler verkennt völlig die Art von Nietzsches Heroismus, weil er ihn nicht zusammen sieht mit seinem scheinbaren Gegenteil: dem Hang zum Leid und zum Idyll.“
Gemäß Horsa Harald Schacht versuchte Baeumler unter den Begriff „heroischer Realismus“ ganz unterschiedliche Aspekte zu bringen. Nach Bedarf wurde hierbei der „Wille zur Macht“ zitiert. Da das Fragmentarische und Aphoristische im philosophischen Werk Nietzsches nicht geleugnet werden konnte, versuchte sich Baeumler in einer eigenen Systematik, die durch Betonung der Vitalität, der Aktion oder einem „Wikinger-Adel“, ein „nordisch-gespanntes Wesen Nietzsches“ unterstellte. Über den griechischen Wettkampfgedanken hinweg entstand so eine reine Kampfethik, welche Baeumler für seinen Führer- und Reichsgedanken nutzbar machen wollte. Der zeitgenössische Philosoph Theodor Schwarz stellte fest: 
„Bezeichnend für den «heroischen Realismus» Baeumlers ist sein Ausspruch: «Es ist durchaus nicht gleichgültig, ob man sagt: Hitler oder: die Idee» [...] «Hitler ist nicht weniger als die Idee, er ist mehr als die Idee, denn er ist wirklich.»“ „Im Wesentlichen“, so Theodor Schwarz, „besteht der Realismus Baeumlers in der Ablehnung der Idee eines freischwebenden Geistes und in der Lehre von der rassischen Bedingtheit des Denkens.“

### SS und Waffen-SS

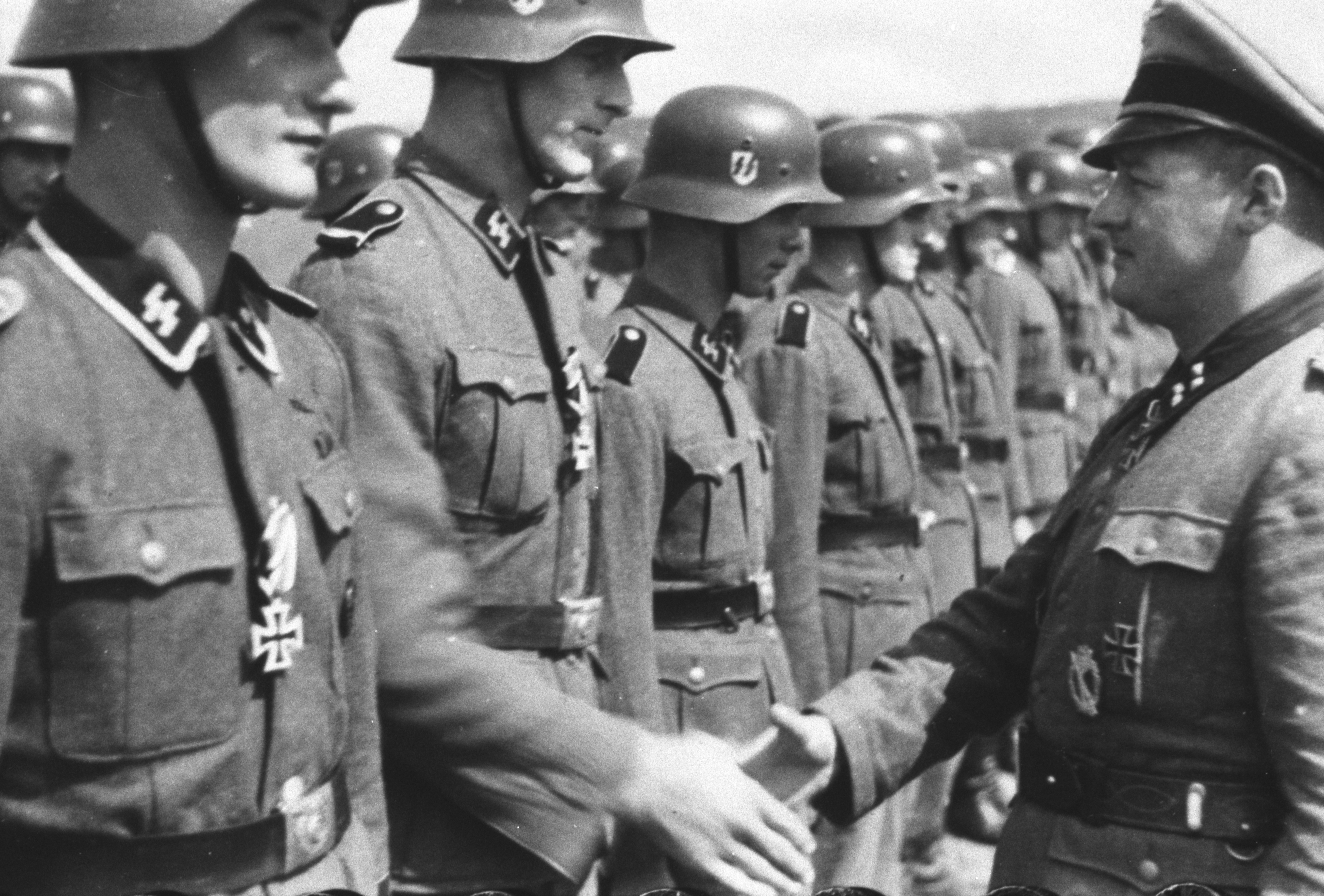
5. SS-Panzer-Division „Wiking“

Über Werner Best, dem Schöpfer des Begriffs „heroischer Realismus“ und Ernst Jünger, der die Grundgedanken hierzu formuliert hatte, wurde der „heroische Realismus“ als „Kampf um des Kampfes willen“ Bestandteil der NS-Ideologie und insbesondere der SS. Best war seit 1934 enger Mitarbeiter von Reinhard Heydrich.
Allerdings, so Hans Buchheim, stellte der „heroische Realismus“ „zwar nicht die Frage nach der Wahrheit, wohl aber die nach dem richtigen sittlichen Verhalten, er war überhaupt einer philosophischen Einstellung entsprungen. Die SS dagegen verdankte ihre Existenz und ihre Sonderstellung innerhalb der nationalsozialistischen Bewegung keinerlei geistigen Motiven, sondern ausschließlich banalen praktischen Zwecken“. Während der Kämpfer des „heroischen Realismus“ sich „durch die völlige Zweckfreiheit seiner Ethik und durch absolute Eigenständigkeit“ auszeichnete, hatte der SS-Kämpfer „uneingeschränkt und für beliebige Zwecke verfügbar zu sein“. So war es gemäß Buchheim bezeichnend, dass Werner Best als Erfinder des Begriffs „heroischer Realismus“, schließlich „am Meister des von keinen Idealvorstellungen beirrten Pragmatismus Reinhard Heydrich“ scheiterte, und nach heftigen Auseinandersetzungen aus der Sicherheitspolizei ausschied. „Trotz aller Unterschiede“, so Buchheim, „liegt die Affinität von heroischem Realismus und Pragmatismus auf der Hand; es ist begreiflich, warum eine rein zweckbestimmte Organisation sich mit einer völlig unzweckhaften Ideologie drapierte. Denn gerade der extreme Subjektivismus des heroischen Kämpfers, der jeden objektiven Sachbezug als unwesentlich betrachtet, kann beliebigen Zwecken dienstbar gemacht werden, wenn man nur dafür sorgt, daß die subjektive Gewissensbilanz des Heroen ausgeglichen bleibt“.
Die vermeintliche „Anständigkeit“, mit der sich die NS-Verbrecher nach 1945 selbst beschrieben, sollte sie in der Selbstsicht von Verbrechern unterscheiden. Sie wiesen sich damit als zu einer Elite gehörig aus, die den inneren Verzicht auf „Ruhm“ für eine historisch notwendige Tat geleistet habe. Es war aber die „bare Leistungsmentalität“, betont Hans Buchheim, die die SS eigentlich beherrschte. Dabei diente der Heroismus „als Vehikel und Verbrämung“, der „heroische Mythos“ wurde zu einer Konzeption der NS-Propaganda und erreichte „im Krieg gegen die Sowjetunion seine größte Bedeutung“. Während H. Buchheim äußerte, dass der Heroismus „auch in der kämpfenden Truppe der Waffen SS sich echt entfaltet“ haben mag, verwies L. Lehnhardt darauf, dass diese Wertung in Berichten von SS-Zeitungen verbreitet wurde. L.-B. Keil und S. F. Kellerhoff rechnen die Formulierung des heldenhaften Kampfes von Wehrmacht und Waffen-SS heute Neonazis und Antisemiten zu.